# Adria-liga (vízilabda)
Az Adria-liga (angolul: Adriatic Water Polo League vagy Adriatic League) egy 2008-ban alapított regionális vízilabda-bajnokság. A liga eredetileg a Horvátországból, Montenegróból és Szlovéniából nevező klubcsapatok versenysorozata volt, majd később olasz és szerb csapatok is csatlakoztak a kiíráshoz.

## Eddigi győztesek
- 2008–09  Jug Dubrovnik
- 2009–10  Jadran Herceg Novi
- 2010–11  Jadran Herceg Novi
- 2011–12  Pro Recco
- 2012–13  Primorje Rijeka
- 2013–14  Primorje Rijeka
- 2014–15  Primorje Rijeka
- 2015–16  Jug Dubrovnik
- 2016–17  Jug Dubrovnik

## Döntők
| Szezon  | Győztes            | Döntős             | A döntő végeredménye | Címvédő            |
| ------- | ------------------ | ------------------ | -------------------- | ------------------ |
| 2008–09 | Jug Dubrovnik      | Jadran Herceg Novi | 1                    |                    |
| 2009–10 | Jadran Herceg Novi | Jug Dubrovnik      | 11–8                 | Jug Dubrovnik      |
| 2010–11 | Jadran Herceg Novi | Jug Dubrovnik      | 9–7                  | Jadran Herceg Novi |
| 2011–12 | Pro Recco          | Primorje Rijeka    | 15–4                 | Pro Recco          |
| 2012–13 | Primorje Rijeka    | Jug Dubrovnik      | 9–8                  | Primorje Rijeka    |
| 2013–14 | Primorje Rijeka    | Jug Dubrovnik      | 8–7                  | Primorje Rijeka    |
| 2014–15 | Primorje Rijeka    | Jug Dubrovnik      | 15–9                 | Primorje Rijeka    |
| 2015–16 | Jug Dubrovnik      | Primorje Rijeka    | 9–5                  | Jug Dubrovnik      |
| 2016–17 | Jug Dubrovnik      | Jadran Herceg Novi | 15–3                 | Jug Dubrovnik      |

## Örökranglista
| Klub               | Győzelem | Döntő | Győztes év                | Döntős év                                   |
| ------------------ | -------- | ----- | ------------------------- | ------------------------------------------- |
| Jug Dubrovnik      | 3        | 5     | 2008–09, 2015–16, 2016–17 | 2009–10, 2010–11, 2012–13, 2013–14, 2014–15 |
| Primorje Rijeka    | 3        | 2     | 2012–13, 2013–14, 2014–15 | 2011–12, 2015–16                            |
| Jadran Herceg Novi | 2        | 2     | 2009–10, 2010–11          | 2008–09, 2016–17                            |
| Pro Recco          | 1        | 0     | 2011–12                   |                                             |

### Országonként
| Klub / ország | Győzelem | Döntő | Döntős részvétel összesen |
| ------------- | -------- | ----- | ------------------------- |
| Horvátország  | 6        | 7     | 13                        |
| Montenegró    | 2        | 2     | 4                         |
| Olaszország   | 1        | 0     | 1                         |

## További információ
- A torna hivatalos honlapja Archiválva 2022. március 27-i dátummal a Wayback Machine-ben